# Acapulco
Acapulco je město a důležitý přístav na pobřeží Tichého oceánu v mexickém státě Guerrero. Leží 300 km jihozápadně od Ciudad de México. Město se rozkládá okolo velkého polokruhového zálivu, v nejvyšším pásmu seismického ohrožení. Acapulco je známo především jako turistické letovisko. V současnosti ve městě žije více než 630 000 obyvatel.

## Historie

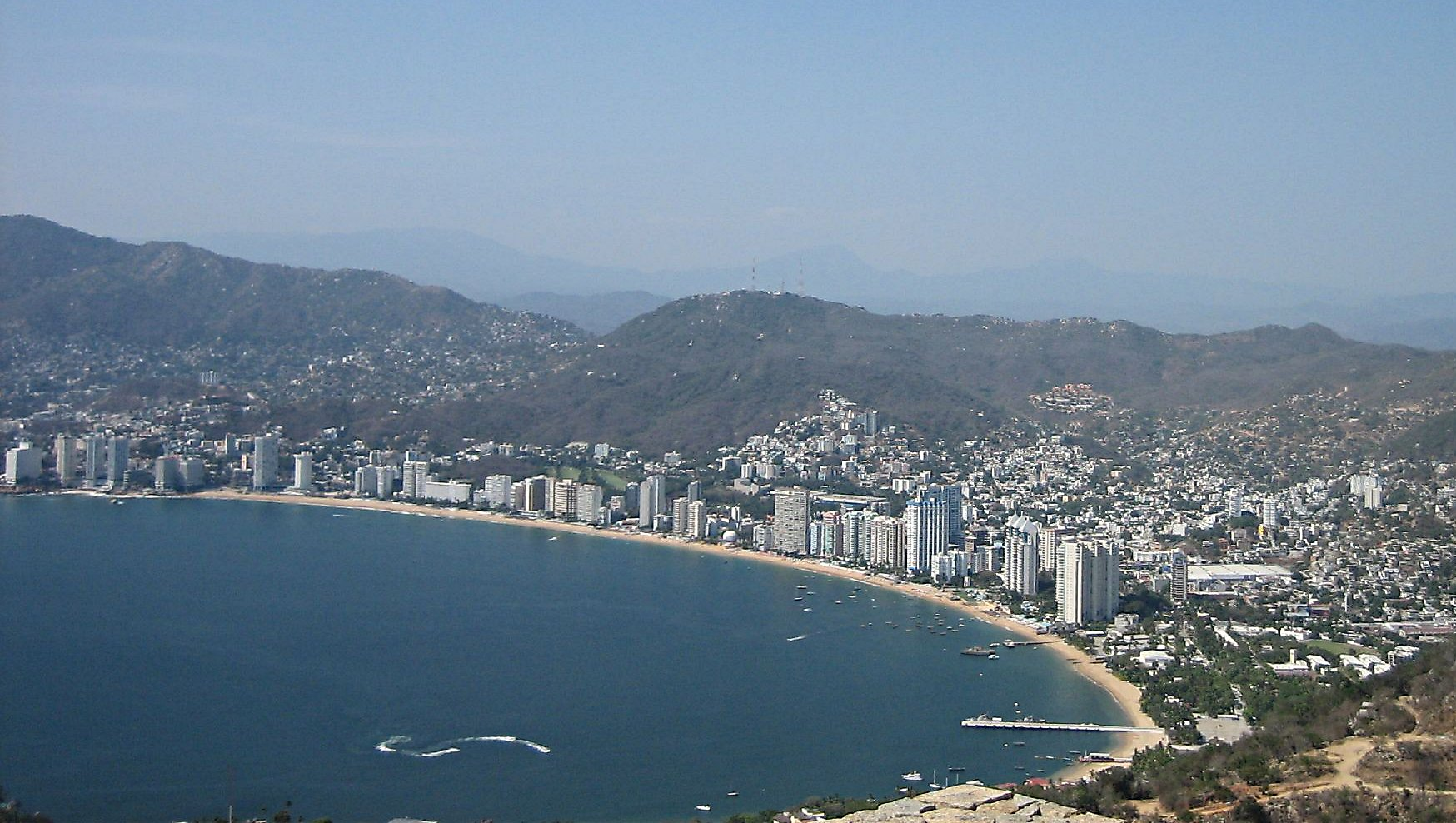
Letecký pohled na pobřeží Acapulca

Jméno města je odvozeno od starého názvu v jazyce nahuatl a znamená „místo, kde stávaly rákosy“. Podle archeologických nálezů žili lidé v okolí Acapulco již Starověká kultura mezcala nebo Mexcala je doložena keramikou a primitivními soškami. Od 8. století zde žili Olmékovéj.

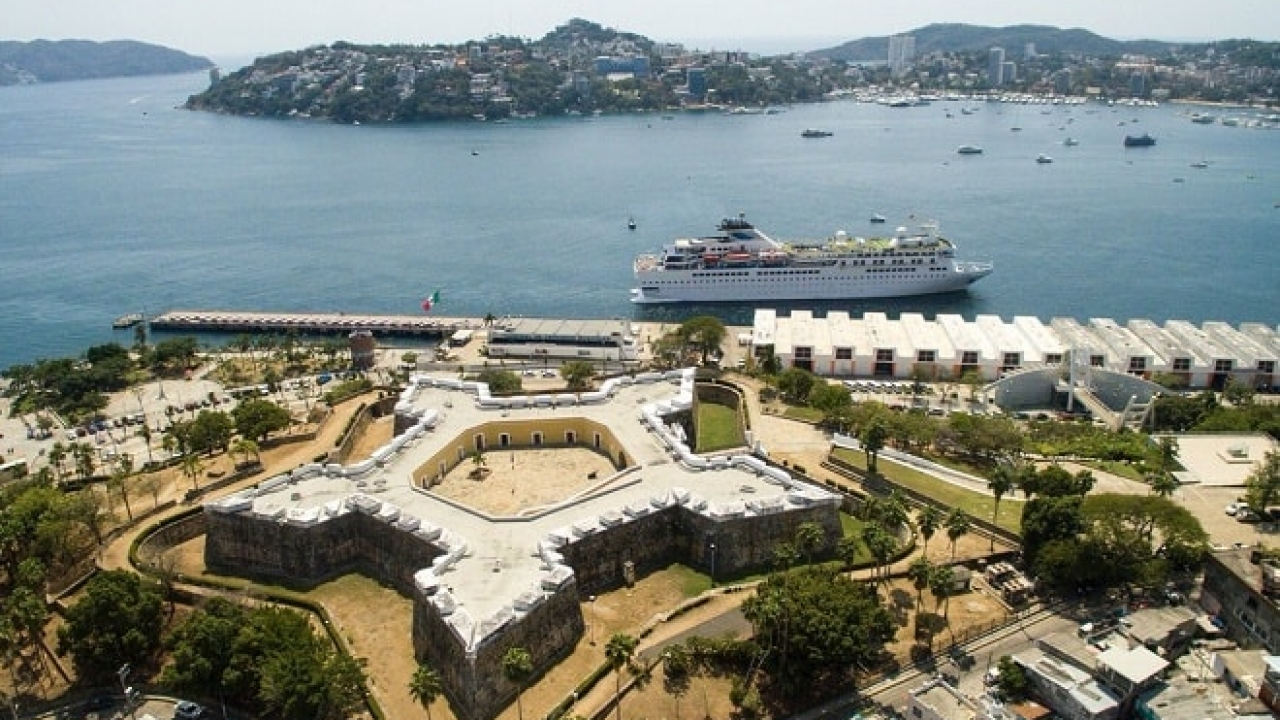
Španělská pevnost Fuerte de San Diego

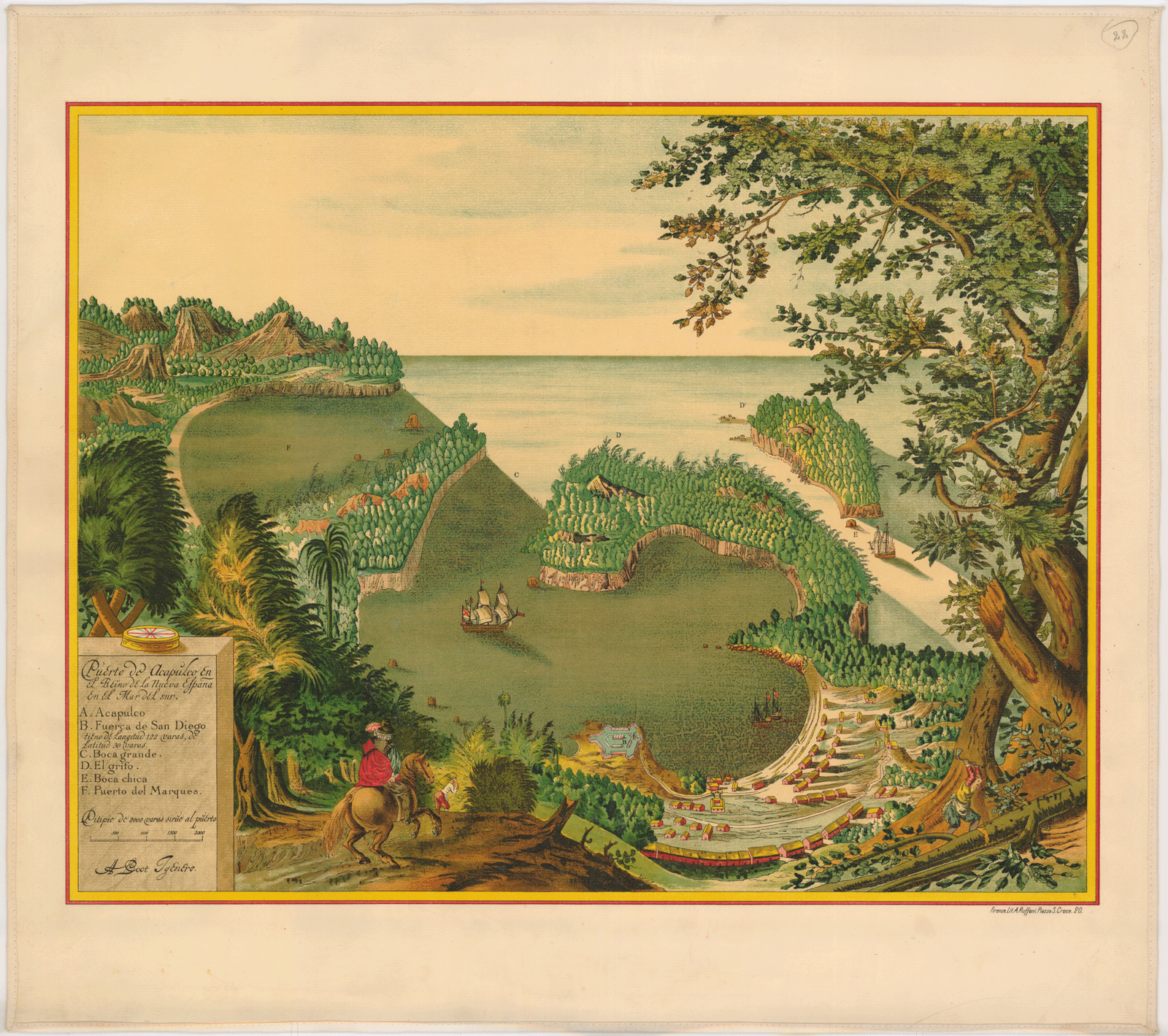
Mapa zátoky Acapulca z roku 1628

Španělští conquistadoři objevili acapulskou zátoku v roce 1512, jevila se jim zvlášť vhodná díky přirozeně chráněné poloze. Dali v ní postavit přístav s loděnicemi. Roku 1523 byla zřízena obchodní stezka mezi Acapulcem a hlavním městem Ciudad de Mexico. Stezka pokračovala dál až do Veracruzu na atlantském pobřeží a pod jménem „Camino de Europa“ doplňovala suchozemské spojení Španělska s Asií. Roku 1550 španělský kolonista Fernando de Santa Ana povýšil osadu na město, jehož prvním starostou byl jmenován Pedro Pacheco.
Acapulco roku 1565 začalo jako jediný přístav v Novém světě přijímat obchodní lodě (takzvané naos) z Číny a Filipín. v roce 1614 připlula první obchodní loď z Japonska. V roce 1615 bylo zavedeno spojení s tzv. manilskými galeonami, které dovážely zboží z Filipín, následně přepravené k transitu přes mexickou pevninu k pobřeží Mexického zálivu a dále do Španělska. Každoročně se pak na jaře do města sjelo mnoho kupců na velké trhy, které trvaly až 2 měsíce. To samozřejmě přinášelo městu velkou prosperitu, ale také to nalákalo anglické a nizozemské pirátské lodi. K odražení pirátských útoků Španělé postavili již roku 1616 na nízkém návrší nad zátokou pevnost Fuerte de San Diego. Pevnost pobořilo zemětřesení v roce 1776. V letech 1778-1780 byla znovu postavena.
Monopol Acapulca na přijímání obchodních lodí zrušila španělská vláda až koncem 18. století. během bojů o nezávislosti Mexiko město v roce 1813 obsadil José María Morelos, který je po vítězství hned v následujícím roce dal vypálit. Roku 1852 Acapulco totálně zničilo zemětřesení. Bylo tak nuceno přerušilo většinu obchodního spojení se Španělskem a jeho koloniemi. Další zemětřesení následovala v letech 1907 a 1909. Až v roce 1919 Strana práce město založila znovu.
Hospodářský rozkvět přicházel postupně od roku 1927, kdy bylo město spojeno s hlavním městem (Ciudad de Mexico) zpevněnou silnicí.  v roce 1955 bylo postaveno vojenské letiště, rozšířené roku 1965 na mezinárodní civilní letiště Juana N. Alavaréze.  V roce 1954 bylo založeno filmová studio Cine Tropical, kde pak Hollywood natočil několik filmů. Do města začali proudit na prázdniny bohatší Mexičané, roku 1960 populace:dosáhla 49 149 obyvatel. 
Koncem 60. let se město stalo oblíbenou turistickou destinací. 
Poslední zemětřesení postihlo město v září roku 2021 a v září 2024 následoval hurikán John.

## Památky
- Pevnost Fuerte de San Diego, nyní muzeum
- Katedrála Panny Marie, založena roku 1954, 1958 katedrála a město povýšeny na  sídlo diecéze a roku 1983 na arcidiécezi.

## Partnerská města
- Beverly Hills, USA
- Cannes, Francie
- McAllen, USA
- Netanja, Izrael
- Sendai, Japonsko
- Qingdao, Čína
- Quebec City, Kanada
- Neapol, Itálie
- Onjuku, japonsko